# سیرک چاک پیاز
سیرک چاک پیاز (نام علمی: Allium scabriscapum) نام یکی از گونه‌های سردهٔ والک  است. ارتفاع گیاه به ۲۰ تا ۳۰ سانتیمتر می‌رسد. نوع بسیار نادر و تنها گونهٔ گل زرد سردهٔ والک در ایران است. گذشته از رنگ گل، این گونه، به وسیلهٔ ساقهٔ گل زبر و دسته‌های پیاز باریک متصل به ریزوم، مستور از پوشینه‌های توری به رنگ قهوه‌ای قابل شناسایی است. زمان گلدهی در اردیبهشت ماه است.